# France Charbonneau
Pour les articles homonymes, voir Charbonneau.
France Charbonneau, née en 1951 à Montréal, est une juge québécoise.
Après ses études en droit à l'Université de Montréal, elle admise au barreau du Québec en 1978 et devient procureure de la Couronne. Entre 1997 et 2000, elle est conseillère juridique de l'escouade Carcajou.

## Condamnation de Maurice Boucher
En 1998, à la suite de l'acquittement de Maurice « Mom » Boucher pour le meurtre de deux gardiens de prison, elle convainc la cour d'appel d'ordonner un nouveau procès, qui mènera Boucher à sa condamnation à perpétuité. Nommée à la Cour supérieure en 2004, la juge Charbonneau a enseigné à l'École du Barreau du Québec pendant plus de dix ans.

## Arrêt Cianfagna
En 2008, elle a rendu le jugement Cianfagna c. R., où il est énoncé comme règle que Wikipédia n'est pas un dictionnaire et ne peut pas servir à démontrer la connaissance d'office.

## Commission Charbonneau
En 2011, elle est nommée présidente de la Commission d'enquête sur l'industrie de la construction du Québec, communément appelée en son nom, la Commission Charbonneau.